# Seriatopora guttata
Espèce
Seriatopora guttata est une espèce de coraux appartenant à la famille des Pocilloporidae.